# Lithophane atara
Lithophane atara är en fjärilsart som beskrevs av Smith 1909. Lithophane atara ingår i släktet Lithophane och familjen nattflyn. Inga underarter finns listade i Catalogue of Life.

## Bildgalleri

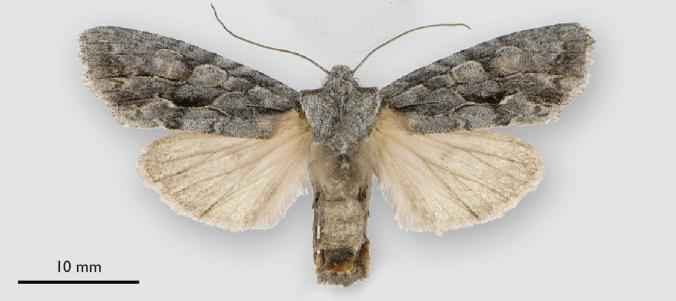